# Bartolomeu, Brașov
Acest articol se referă la cartierul brașovean. Pentru alte întrebuințări ale titlului a se vedea Bartolomeu (dezambiguizare)

Bartolomeu (în dialectul săsesc Bartlemis, în germană Bartolomä, în maghiară Brassóbertalan), este un cartier din municipiul Brașov, situat în partea de nord a orașului. Numele a fost preluat de la Biserica Sfântul Bartolomeu, situată la marginea de sud a cartierului, în Brașovechi.
În anii ’70 - ’80 a fost construită zona de blocuri Bartolomeu Nord, iar în anul 2006 a început construcția unei noi zone cu numele Avantgarden, în partea de nord-vest a cartierului. Avantgarden a fost demarat ca un proiect rezidențial în zona Bartolomeu Nord, format din 17 blocuri tip vilă. Primele 365 de apartamente au fost finalizate și predate în anul 2009, zona Avantgarden dezvoltându-se și extinzându-se în următorii ani.
Pe Dealul Șprenghi din cartierul Bartolomeu se găsește un important sit arheologic cu urme succesive ale unor așezări dacice (din perioada Latène), romane (Epoca romană, secolul al II-lea  - secolul al III-lea), precum și ale unei cetăți medievale din secolul al XIII-lea și  al XIV-lea (cod LMI BV-I-s-B-11258). În Repertoriul Arheologic Național situl apare cu codul 40205.03.
Originea cetății de la Șprenghi pare a fi în vremea stăpânirii romane, când se presupune că pe acest loc a existat un castru. În prima jumătate a secolului al XIII-lea a fost construită pe deal o mică cetate, întărită ulterior, dar care a fost distrusă succesiv de Invazia tătarilor din 1335, și a turcilor din 1421, ajungând în ruine. În secolul al XIX-lea Dealul Șprengi a fost transformat în carieră de piatră, astăzi fiind excavat în cea mai mare parte. Ca urmare au dispărut și o parte din vestigiile cetății.

Unul din principalele obiective ale acestui cartier este Gara Bartolomeu, situată în imediata apropiere a bisericii Bartolomeu.
Gara Bartolomeu a fost construită la sfârșitul secolului al XIX-lea pentru linia ferată spre Zărnești și a fost inaugurată la 6 iunie 1891, iar primul tren a trecut prin ea la 13 iunie 1891.
În data de 27 septembrie 1908 a fost inaugurată și linia ferată spre Făgăraș, care apoi a fost prelungită până la Sibiu.
La început, pe aceste linii secundare trenurile circulau cu viteza de 25 km/oră, ceea ce era considerat un progres în perioada respectivă.
Începând din 7 martie 1892 Gara Bartolomeu a fost și stația terminus a tramvaiului cu abur care circula pe ruta Bartolomeu - Satulung (care acum face parte din Săcele) până în anul 1933, când linia tramvaiului a fost scurtată prin desființarea tronsonului dintre Gara Bartolomeu și Promenadă (Rudolfsring).

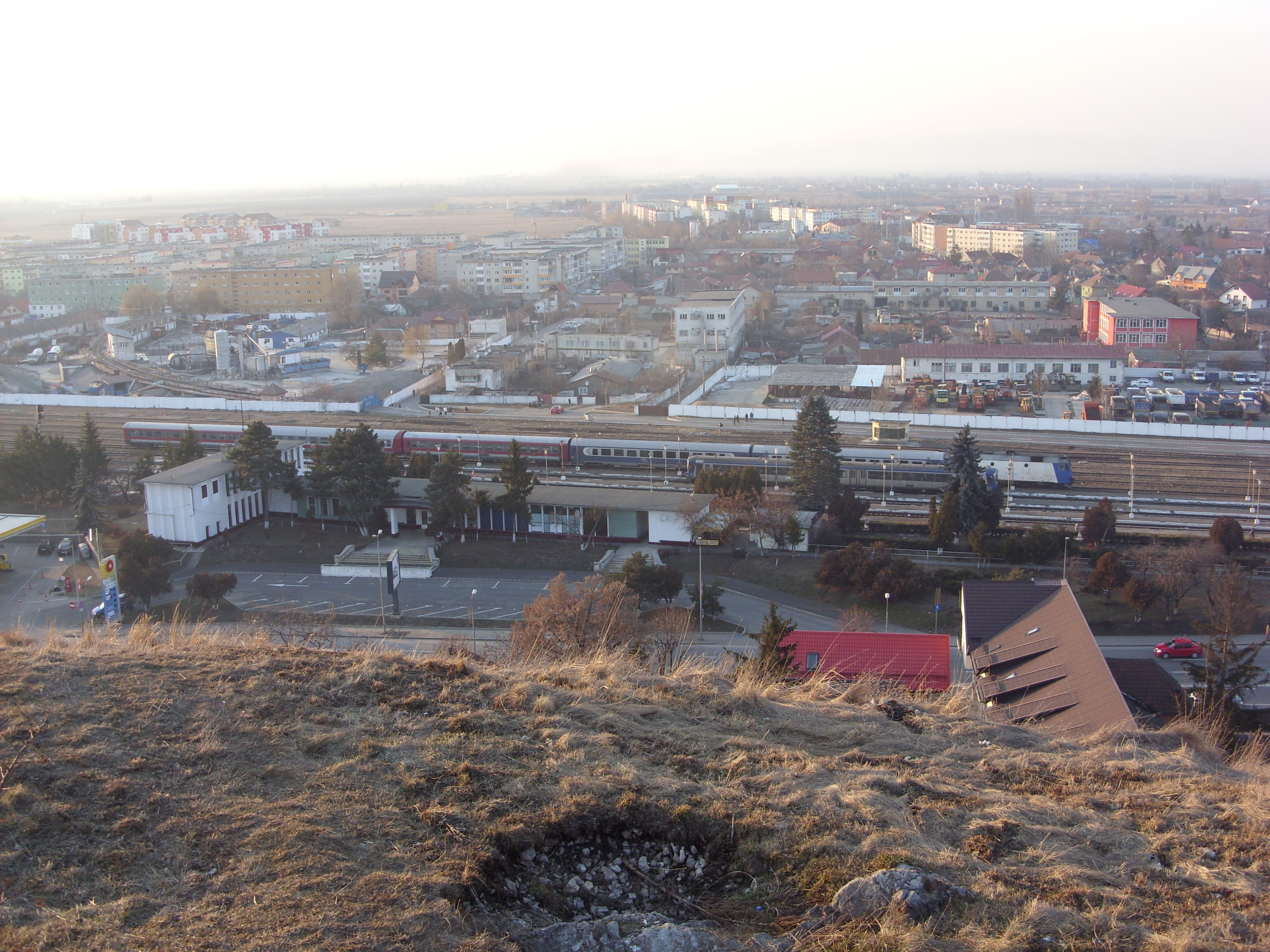
Cartierul Bartolomeu cu gara Bartolomeu în prim plan

În anul 1926 grupul „Industria Sârmei” a înființat în Bartolomeu, pe Șoseaua Cristianului, fabrica „Ancora Română”, cu obiect de activitate producția de cabluri de tracțiune din oțel, iar mai târziu și cabluri conductoare din aluminiu. După 1948 fabrica a fost naționalizată, iar în anul 1961 a început și producția de radiatoare, prin preluarea sectorului de radiatoare al Uzinei Tractorul Brașov, ocazie cu care denumirea de „Ancora Romana” este schimbată în „Fabrica de Radiatoare și Cabluri Brașov”, iar ulterior în „Romradiatoare”.
În anul 1962 „Întreprinderea pentru Colectarea și Industrializarea Laptelui” (I.C.I.L.) Brașov a dat în funcțiune o fabrică de produse lactate în Bartolomeu, pe strada Atanasiu nr. 2 (astăzi str. Ecaterina Teodoroiu nr. 5). În anul 1982 a intrat în funcțiune o nouă secție de producție, lângă vechea fabrică, specializată în producția de lapte de consum, produse proaspete și unt, unitatea veche fiind desființată. Fabrica a fost dotată cu cele mai performante utilaje existente în acea perioadă și au fost construite depozite frigorifice pentru produse proaspete, brânzeturi și înghețată. În anul 1990 I.C.I.L. Brașov a devenit societate comercială pe acțiuni cu numele de S.C. ProdLacta S.A.
În aceeași zonă a funcționat de la începutul anilor ‘90 fabrica de îmbuteliere Coca Cola, dar care a fost închisă în ianuarie 2002, rămânând aici doar depozitul și rețeaua de distribuție.
Tot în Bartolomeu funcționează „Complexul Comercial Brintex” și Eliana Mall, primul mall deschis în Brașov. Situat în cadrul zonei comerciale Auchan City, Complexul Comercial Brintex este cea mai veche platformă comercială din zonă, îmbunătățită de-a lungul timpului și care înglobează o multitudine de magazine și standuri.
Eliana Mall, primul mall deschis în Brașov în anul 2004, cuprindea magazine, un cinematograf multiplex și spații de agrement. Un an mai târziu investiția s-a extins cu spații de parcare și cu alte facilități pentru petrecerea timpului liber precum locul de joacă Kinderland.
În anul 2013 a fost inaugurat în aceeași zonă din cartierul Bartolomeu, pe Șoseaua Cristianului, hypermaketul Auchan, cu o suprafață de vânzare de peste 6.000 mp, prin transformarea magazinului Real, cedat de grupul Metro concernului francez Auchan, ca și alte 19 magazine din țară.
Aici a fost construit în a doua jumătate a anilor '70  Stadionul Municipal, la construcția căuia au participat toate întreprinderile brașovene, acțiune caracteristică sistemului comunist. Stadionul a fost demolat în anul 2008 pentru a face loc proiectului de construire a unei arene moderne, proiect care a fost abandonat imediat din lipsă de fonduri. Ultimul meci de fotbal jucat pe acest stadion a fost un meci amical România - SUA, în anul 1991, meci pierdut cu 0-2 de naționala României și la care au asistat 5.000 de spectatori.
Tot în cartierul Bartolomeu a fost înălțată biserica ortodoxă „Sfinții Trei Ierarhi și Sfântul Bartolomeu”. Construită între anii 1994 și 2008 sub formă de cruce latină, biserica are o lungime de 50 m, o lățime de 23 m și o înălțime de 53 m și este pictată în stil bizantin, tehnica frescă.
Cimitirul Municipal, care se află de asemenea aici în cartierul Bartolomeu, a fost deschis în anul 1967, iar în perioada 2015 - 2016 au avut loc o serie de lucrări de extindere, ajungându-se la o capacitate totală de 38.500 de locuri.